# غلينيز بارتون
غلينيز بارتون (بالإنجليزية: Glenys Barton)‏ هي فنانة بريطانية، ولدت في 1944.